# Rabaul (sopka)
Rabaul je vulkanické pole, jež se nachází na východě provincie Východní Nová Británie na ostrově Nová Británie ve státě Papua Nová Guinea. Sestává z velké kaldery o rozměrech 8 × 14 km, která vytváří záliv – Simpson Harbor, výběžek Blanche Bay – na severu poloostrova Gazelle, a vícero menších sopouchů po jejím obvodu. Pole je pojmenováno po městě Rabaul, jež leží uvnitř kaldery na březích zálivu a které bylo až do erupce v roce 1994 největším a zároveň hlavním městem ostrova.
Kaldera se zformovala přibližně před 1400 lety. Pozdější výbuchy vytvořily blízko severovýchodní stěny kaldery tři bazaltovo-dacitové pyroklastické kužely, jež jsou v současnosti aktivní. Menší stratovulkány Vulcan a Tavurvur mají na svědomí evakuaci města během jejich společné erupce, která začala 19. září 1994. Tavurvur projevoval aktivitu i později (1995, 2002, 2006, 2007, 2009, 2010, 2011, 2014).